# 權錫璋
權錫璋（韓語：권석장，1965年1月5日—），韓國電視劇導演。

## 作品列表

### 電視劇
- 2003年：MBC《出軌》
- 2004年：MBC《想結婚的女子》
- 2006年：MBC《狐狸啊，你在做什麼？》
- 2007年：MBC《蘿蔔泡菜》
- 2010年：MBC《Pasta》
- 2010年：MBC《我教你愛》
- 2011年：MBC《我的公主》
- 2012年：MBC《Golden Time》
- 2013年：MBC《韓國小姐》
- 2015年：tvN《前女友俱樂部》
- 2017年：tvN《復仇者社交俱樂部》
- 2021年：MBN《綁匪－盜取命運》

## 外部連結
- NAVER （页面存档备份，存于）